# Сынково (Тверская область)
Сынко́во — деревня в Конаковском районе Тверской области. Входит в состав Ручьёвского сельского поселения.

## География
Находится в юго-восточной части Тверской области на расстоянии приблизительно 18 км на юго-восток по прямой от районного центра города Конаково.

## История
Известна с 1628 года как владение стольника и князя Василия Ивановича Туренина, называлась "Тимонино, Сынково тож". В 1859 году здесь (деревня Корчевского уезда Тверской губернии) было учтено 23 двора, в 1900 — 20.

## Население
Численность населения: 185 человек (1859 год), 105 (1900), 51 (русские 86 %) в 2002 году, 33 в 2010.